# Paris-Saclay

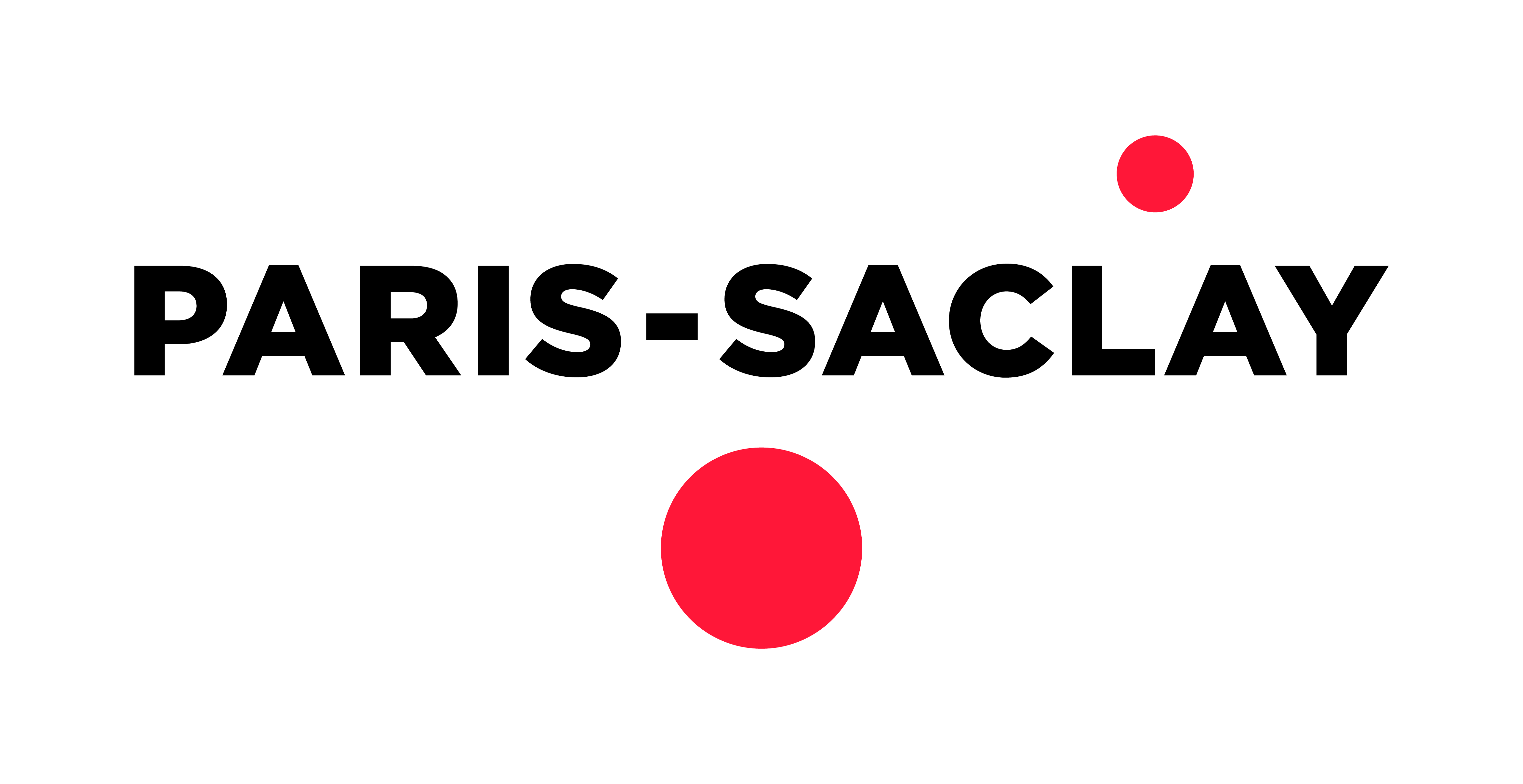
Logo des Technologieparks

Paris-Saclay ist ein Technologie- und Wissenschaftspark bei Saclay an der Île-de-France. Er umfasst Forschungseinrichtungen, zwei französische Großuniversitäten mit Hochschuleinrichtungen (grandes écoles) und auch Forschungszentren privater Unternehmen. Im Jahr 2013 zählte die Technology Review Paris-Saclay zu den 8 weltweit führenden Forschungsclustern. Im Jahr 2014 umfasste es fast 15 % der französischen wissenschaftlichen Forschungskapazität.

## Geschichte
Die frühesten Ansiedlungen stammen aus den 1950er Jahren. In den 1970er und 2000er Jahren wurde das Gebiet mehrfach erweitert. Derzeit laufen mehrere Projekte zur Weiterentwicklung des Campus, darunter die Verlagerung einiger Einrichtungen.

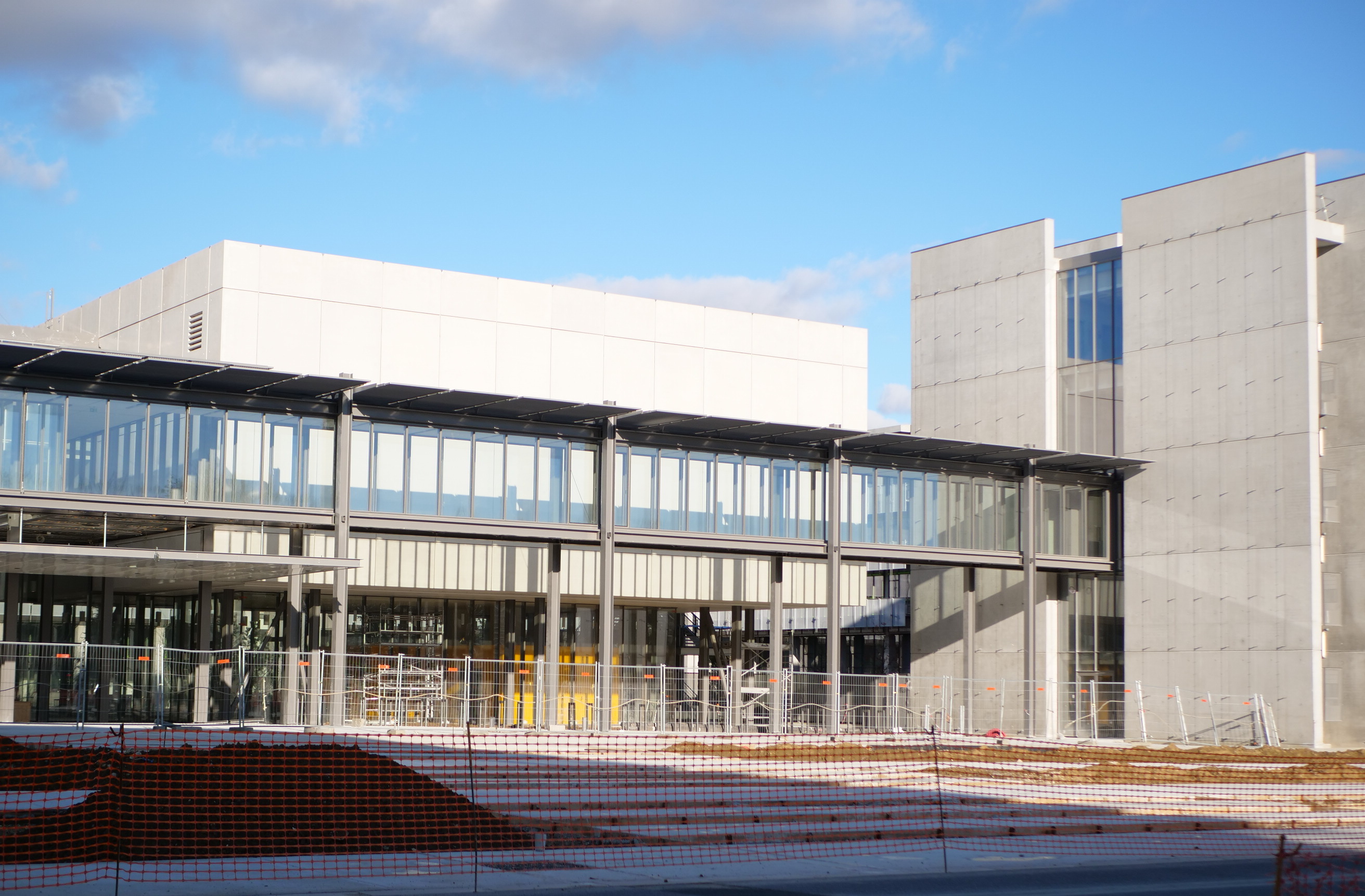
Haupteingang und Theater der ENS Paris-Saclay (2019)

Das Gebiet beherbergt heute viele der größten europäischen Hightech-Unternehmen sowie die beiden besten französischen Universitäten, die Universität Paris-Saclay (CentraleSupélec, ENS Paris-Saclay usw.) und das Institut polytechnique de Paris (École Polytechnique, Télécom ParisTech, HEC Paris usw.). Im ARWU-Ranking 2020 belegt die Universität Paris-Saclay weltweit Platz 14. Platz in der Welt für Mathematik und Platz 9 in der Welt für Physik (Platz 1 in Europa).
Ziel ist es, den Cluster zu stärken, um ein internationales wissenschaftliches und technologisches Zentrum zu schaffen, das mit anderen Hochtechnologie-Distrikten wie Silicon Valley oder Cambridge, MA, konkurrieren kann.